# Euronext 100
L'Euronext 100 est l'indice boursier des valeurs les plus capitalisées et les plus activement négociées sur Euronext. Sa composition est revue tous les trimestres.

## Composition
(décembre 2022).
Au 18 juin 2013, l'Euronext 100 se composait des titres suivants :
| Symbole | Société                   | Pays       | Poids indiciel | Secteur                       |
| ------- | ------------------------- | ---------- | -------------- | ----------------------------- |
| ABI BB  | AB Inbev                  | Belgique   | 6.59 %         | Consommation non cyclique     |
| AC FP   | Accor                     | France     | 0.35 %         | Consommation cyclique         |
| AGN NA  | Aegon                     | Pays-Bas   | 0.63 %         | Finance                       |
| AGS BB  | Ageas                     | Belgique   | 0.40 %         | Finance                       |
| AH NA   | Ahold                     | Pays-Bas   | 0.73 %         | Consommation non cyclique     |
| AI FP   | Air liquide               | France     | 1.75 %         | Matériaux                     |
| AKZA NA | AkzoNobel                 | Pays-Bas   | 0.64 %         | Matériaux                     |
| ALO FP  | Alstom                    | France     | 0.48 %         | Industrie                     |
| MT NA   | ArcelorMittal             | Luxembourg | 2.19 %         | Matériaux                     |
| AKE FP  | Arkema                    | France     | 0.27 %         | Chimie                        |
| ASML NA | ASML                      | Pays-Bas   | 1.54 %         | Technologies de l'information |
| ATO FP  | Atos                      | EU         | 0.27 %         | Technologies de l'information |
| CS FP   | AXA                       | France     | 2.19 %         | Finance                       |
| BELG BB | Proximus                  | Belgique   | 0.34 %         | Télécommunications            |
| BB FP   | Bic                       | France     | 0.22 %         | Consommation                  |
| BNP FP  | BNP Paribas               | France     | 3.14 %         | Finance                       |
| EN FP   | Bouygues                  | France     | 0.37 %         | Industrie                     |
| BVI FP  | Bureau Veritas            | France     | 0.56 %         | Industrie                     |
| CAP FP  | Cap Gemini                | France     | 0.36 %         | Technologies de l'information |
| CA FP   | Carrefour                 | France     | 0.92 %         | Consommation non cyclique     |
| CO FP   | Groupe Casino             | France     | 0.49 %         | Consommation non cyclique     |
| COLR BB | Colruyt Group             | Belgique   | 0.38 %         | Consommation non cyclique     |
| CORA NA | Corio                     | EU         | 0.18 %         | Finance                       |
| ACA FP  | Crédit agricole           | France     | 1.00 %         | Finance                       |
| BN FP   | Danone                    | France     | 2.13 %         | Consommation non cyclique     |
| DSY FP  | Dassault Systèmes         | EU         | 0.69 %         | Technologies de l'information |
|         | D.E. Master Blenders      | Pays-Bas   | 0.42 %         |                               |
| DELB BB | Delhaize Group            | Belgique   | 0.29 %         | Consommation non cyclique     |
|         | DSM                       | Pays-Bas   | 0.53 %         | Chimie                        |
| EAD FP  | Airbus                    | EU         | 2.06 %         | Industrie                     |
| EDEN FP | Edenred                   | France     | 0.32 %         | Industrie                     |
| EDF FP  | EDF                       | France     | 1.95 %         | Services aux collectivités    |
| EDP PL  | EDP                       | Portugal   | 0.45 %         | Services aux collectivités    |
| EDPR PL | EDP Renováveis            | Portugal   | 0.19 %         | Services aux collectivités    |
| EI FP   | Essilor International     | France     | 1.04 %         | Santé                         |
| ETL FP  | Eutelsat Communications   | France     | 0.29 %         | Consommation cyclique         |
| FTE FP  | Orange                    | France     | 1.16 %         | Télécommunications            |
| FUR NA  | Fugro                     | Pays-Bas   | 0.21 %         | Énergie                       |
| GALP PL | Galp Energia              | Portugal   | 0.55 %         | Énergie                       |
| GSZ FP  | Engie                     | France     | 2.19 %         | Services aux collectivités    |
| GFC FP  | Gecina                    | France     | 0.33 %         | Finance                       |
|         | Gemalto (Thales)          | Pays-Bas   | 0.33 %         |                               |
| GBLB BB | Getlink                   | EU         | 0.20 %         | Transports                    |
| HEIA NA | Heineken                  | Pays-Bas   | 1.70 %         | Consommation non cyclique     |
| ICAD FP | ICADE                     | France     | 0.19 %         | Finance                       |
| ILD FP  | Iliad                     | France     | 0.54 %         | Télécommunications            |
| NK FP   | Imerys                    | France     | 0.21 %         | Matériaux                     |
| INGA NA | ING Groep                 | Pays-Bas   | 1.55 %         | Finance                       |
| DEC FP  | JCDecaux                  | France     | 0.26 %         | Consommation cyclique         |
| JMT PL  | Jeronimo Martins          | Portugal   | 0.61 %         | Consommation non cyclique     |
| KBC BB  | KBC Groep                 | Belgique   | 0.55 %         | Finance                       |
| KER PP  | Kering                    | France     | 1.16 %         | Consommation cyclique         |
| LI FP   | Klepierre                 | France     | 0.36 %         | Finance                       |
| KPN NA  | KPN Kon                   | Pays-Bas   | 0.41 %         | Télécommunications            |
| OR FP   | L'Oréal                   | France     | 4.48 %         | Consommation non cyclique     |
| LG FP   | LafargeHolcim             | Suisse     | 0.84 %         | Matériaux                     |
| MMB FP  | Lagardère                 | France     | 0.16 %         | Consommation cyclique         |
| LR FP   | Legrand                   | France     | 0.54 %         | Industrie                     |
| MC FP   | LVMH                      | France     | 3.73 %         | Consommation cyclique         |
| ML FP   | Michelin                  | France     | 0.74 %         | Consommation cyclique         |
| KN FP   | Natixis (BPCE)            | France     | 0.61 %         | Finance                       |
| RI FP   | Pernod-Ricard             | France     | 1.35 %         | Consommation non cyclique     |
| PHIA NA | Philips                   | Pays-Bas   | 1.22 %         | Industrie                     |
| PTC PL  | Altice Portugal           | Portugal   | 0.36 %         | Télécommunications            |
| PUB FP  | Publicis Groupe           | France     | 0.66 %         | Consommation cyclique         |
| RAND NA | Randstad Holding          | Pays-Bas   | 0.33 %         | Industrie                     |
| REN NA  | Reed Elsevier             | Pays-Bas   | 0.54 %         | Consommation cyclique         |
|         | Rémy Cointreau            | France     | 0.24 %         |                               |
| RNO FP  | Renault                   | France     | 0.98 %         | Consommation cyclique         |
| RXL FP  | Rexel                     | France     | 0.27 %         | Industrie                     |
| RDSA NA | Royal Dutch Shell         | Pays-Bas   | 5.43 %         | Énergie                       |
| SAF FP  | Safran                    | France     | 1.00 %         | Industrie                     |
| SGO FP  | Saint-Gobain              | France     | 0.98 %         | Industrie                     |
| SAN FP  | Sanofi                    | France     | 6.34 %         | Santé                         |
| SU FP   | Schneider Electric        | France     | 1.86 %         | Industrie                     |
| SCR FP  | Scor                      | EU         | 0.26 %         | Finance                       |
| SESG FP | SES                       | Luxembourg | 0.44 %         | Consommation cyclique         |
| GLE FP  | Société générale          | France     | 1.30 %         | Finance                       |
| SW FP   | Sodexo                    | France     | 0.60 %         | Consommation cyclique         |
| SOLB BB | Solvay                    | Belgique   | 0.56 %         | Matériaux                     |
| STM FP  | STMicroelectronics        | Suisse     | 0.38 %         | Technologies de l'information |
| SEV FP  | Suez                      | France     | 0.29 %         | Services aux collectivités    |
| FTI FP  | TechnipFMC                | France     | 0.55 %         | Énergie                       |
| TNET BB | Telenet                   | Belgique   | 0.23 %         | Télécommunications            |
| HO FP   | Thales                    | France     | 0.44 %         | Industrie                     |
| TNTE NA | TNT Express               | Pays-Bas   | 0.18 %         | Industrie                     |
| FP FP   | Total                     | France     | 5.25 %         | Énergie                       |
| UCB BB  | UCB Pharma                | Belgique   | 0.42 %         | Santé                         |
|         | Umicore                   | Belgique   | 0.26 %         |                               |
| UL FP   | Unibail-Rodamco-Westfield | France     | 1.00 %         | Finance                       |
| UNA NA  | Unilever                  | Pays-Bas   | 3.03 %         | Consommation non cyclique     |
| VK FP   | Vallourec                 | France     | 0.29 %         | Industrie                     |
| VIE FP  | Veolia                    | France     | 0.30 %         | Services aux collectivités    |
| DG FP   | Vinci                     | France     | 1.35 %         | Industrie                     |
| VIV FP  | Vivendi                   | France     | 1.15 %         | Consommation cyclique         |
| VPK NA  | Vopak                     | Pays-Bas   | 0.34 %         | Industrie                     |
|         | Wendel                    | EU         | 0.24 %         |                               |
| WKL NA  | Wolters Kluwer            | Pays-Bas   | 0.26 %         | Consommation cyclique         |
|         | Ziggo (en)                | Pays-Bas   | 0.34 %         | Télécommunications            |
|         | Zodiac Aerospace (Safran) | France     | 0.34           |                               |

| France : 63 Pays-Bas : 22 Belgique : 10 Portugal : 5 |